# Ein achtbarer Mann
Ein achtbarer Mann (Originaltitel: Un uomo da rispettare) ist ein italienisch-deutscher Kriminalfilm von Michele Lupo aus dem Jahr 1972 mit Kirk Douglas in der Hauptrolle. Der Film feierte am 8. Dezember 1972 seine deutschsprachige Premiere.

## Handlung
Stephen Wallace, ein Einbruchsspezialist, kommt nach zwei Jahren aus dem Hamburger Gefängnis. Noch bevor er seine Frau Anna treffen kann, wird er von Gangsterboss Müller kontaktiert, der ihm einen Einbruch in ein technisch hochgerüstetes Bankhaus vorschlägt, der zwei Millionen Dollar einbringen soll. Zunächst zögert er, doch nach der Begegnung mit dem Draufgänger Marco entscheidet er sich, mit diesem zusammen den Coup zu wagen. Unbemerkt von ihm entwickelt sich eine Romanze zwischen Marco und Anna. Der genial geplante Überfall läuft zunächst glatt, bis durch eine Aktion von Marco das Unternehmen entdeckt wird und Stephen verletzt wird. Trotzdem gelingt es ihm, mit der Beute das Schiff zu erreichen, mit dem er in eine gesicherte Zukunft fahren will. Doch dort entdeckt er Anna und Marco. Er erschießt Marco und lässt sich festnehmen.

## Kritik
„Konstruierte und psychologisch simple Kriminalstory, jedoch effektvoll und gekonnt in Szene gesetzt“, so das Lexikon des internationalen Films. Pietro Bianchi schrieb, der Film wirke wie „ein mittelmäßiges Gemälde in elegantester Umgebung. Auch ist die psychologische Konstellation der drei Hauptfiguren schnell abgenutzt, allerdings sind die Krimi-Zugaben spannend gelungen, insbesondere die Szenen im Garten.“ Andere sahen ein bis zum bitteren Ende durchgeplantes Kommerzprodukt bzw. ein fast ausschließlich auf den Suspense setzendes Werk. Karsten Thurau dagegen lobte: „Der Film zeigt durch seine feinen und glaubhaften Schauspieler menschliche Abgründe auf, die zu jeder Zeit fesseln können.“